# Горшковский переулок
Горшко́вский переу́лок — улица в Томске, от Загорной улицы до улицы Лермонтова.

## История
Впервые поименована в 1853 году как Средняя Болотная улица. Находилась в томском предместье Болото, что и определило название улицы. Название улицы с 1878 года — Горшковский переулок — может быть связано с фамилией местного жителя.

## Известные жители
В д. 20 на улице жила Мария Бочкарёва (1919), одна из первых в России женщин-офицеров, Георгиевский кавалер.